# Lennart Carleson
Lennart Axel Edvard Carleson (* 18. března 1928, Stockholm) je švédský matematik. Zabývá se především harmonickou analýzou. Přišel také s řešením několika matematických problémů kombinatorickými metodami. Je držitelem několika významných vědeckých ocenění, např. Wolfovy ceny za matematiku (1992) nebo Ábelovy ceny (2006).